# Le Mystère de Val Boscombe (1912)
Le Mystère de Val Boscombe (Das Geheimnis von Boscombe Valley) ist ein französischer Spielfilm von Adrien Caillard aus dem Jahr 1912, aus der achtteiligen französisch-britischen Sherlock-Holmes-Stummfilmreihe von 1912.

## Hintergrund
Der Stummfilm ist eine Adaption der Geschichte Das Geheimnis von Boscombe Valley (The Boscombe Valley Mystery) aus dem Buch Die Abenteuer des Sherlock Holmes von Arthur Conan Doyle; produziert wurde er von der Société Française des Films Éclair. Der Film hatte eine Länge von 518 Metern auf zwei Rollen und gilt heute als verschollen.